# Hilara dimidiata
Hilara dimidiata är en tvåvingeart som beskrevs av Gabriel Strobl 1892. Hilara dimidiata ingår i släktet Hilara och familjen dansflugor. Inga underarter finns listade i Catalogue of Life.